# 法希纳尔-杜斯格迪斯
法希纳尔－杜斯格迪斯是巴西圣卡塔琳娜州的一个市镇。总面积339.637平方公里，总人口10339人，人口密度30.4人/平方公里。